# Frances Macdonald
Frances Macdonald, de casada Frances Macdonald MacNair (Kidsgrove, Staffordshire, 24 de agosto de 1873-Glasgow, 12 de diciembre de 1921) fue una pintora, ilustradora y decoradora británica perteneciente a la Escuela de Glasgow, un grupo artístico cercano al modernismo y simbolismo. Los otros miembros destacados del grupo fueron su marido, Herbert MacNair, su hermana Margaret Macdonald (otra reconocida artista y diseñadora) y el marido de esta, Charles Rennie Mackintosh, también conocidos como The Four (Los Cuatro). Esta escuela destacó especialmente en arquitectura y artes decorativas, y situó la ciudad escocesa de Glasgow como uno de los epicentros del modernismo internacional —también conocido como Art Nouveau en Francia o Modern Style en Reino Unido—.

## Biografía

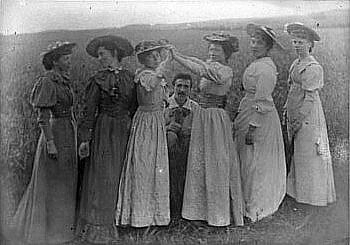
De izquierda a derecha: Frances Macdonald, Agnes Raeburn, Aitken Janet, Charles Rennie Mackintosh, Cameron Katherine, Keppie Jessie y Margaret Macdonald (hacia 1894)

Hija de un ingeniero que dirigía una mina de carbón, estudió con su hermana Margaret en la Orme Girls' School de Newcastle-under-Lyme. En 1890 su familia se estableció en Glasgow y las hermanas entraron a estudiar artes decorativas en la Escuela de arte de Glasgow. En 1896 crearon la empresa de decoración Macdonald Sisters Studio en 128 Hope Street, Glasgow. En 1899 casó con el pintor Herbert MacNair, con el que pasó a colaborar en estrecha relación, además de con su hermana y el marido de esta, Charles Rennie Mackintosh, que formaron el núcleo de la llamada Escuela de Glasgow. 
El grupo se dio a conocer en la Exposición de Artes y Oficios de Londres de 1896. Su objetivo principal era la obra de arte total, para lo que diseñaban con esmero hasta el último detalle de sus obras, desde el diseño arquitectónico hasta la decoración y todos los elementos presentes en sus construcciones (mobilario, papales pintados, vidrios, metalistería, objetos decorativos, etc.). Cada objeto forma parte de un conjunto planificado, fuera del cual pierde sentido.
Su estilo decorativo era lírico y estilizado, con tendencia a la fantasía y preferencia por las formas redondas, en el que destacan los elementos vegetales —principalmente brotes y pimpollos de rosa— y unas etéreas figuras femeninas de influencia prerrafaelita. Por otro lado, en algunos de sus diseños se halla un simbolismo de tendencia abstractizante que denota la influencia de Jan Toorop. Otras influencias fueron los modernistas ingleses Aubrey Beardsley y Charles Francis Annesley Voysey, cuya obra conocieron a través de la revista The Studio, así como el arte celta tradicional.
Utilizó preferentemente la acuarela, con un acabado parecido al esmalte, y trabajó a menudo con incrustaciones en madera, gessos, cloisonnés y repujados en oro y plata. También diseñó muebles, mosaicos, vidrieras y bordados.
En 1907 entró como profesora en la Escuela de arte de Glasgow.

## Estilo
Frances MacDonald trabajó frecuentemente con su hermana, desarrollando un estilo distintivo influenciado por el misticismo, el simbolismo, el cristianismo y la imaginería celta . En el contexto de elecciones estilísticas seculares, se cree que las obras son comentarios y representaciones de la Mujer Nueva .
Los estudiosos destacan las representaciones de MacDonald de las mujeres divorciadas de los arquetipos comunes de la época, como la mujer fatal . Los sujetos de su obra aparecen desnudos o casi desnudos, con elementos como piel verdosa o formas alargadas y angulares. Durante su vida, los críticos frecuentemente descartaron su trabajo por considerarlo demasiado decorativo. Sin embargo, las lecturas feministas de sus obras respaldan su uso del estilo. 
Al igual que su hermana, estuvo influenciada por el trabajo de William Blake y Aubrey Beardsley y esto se reflejó en su uso de figuras alargadas y elementos lineales.

## Galería

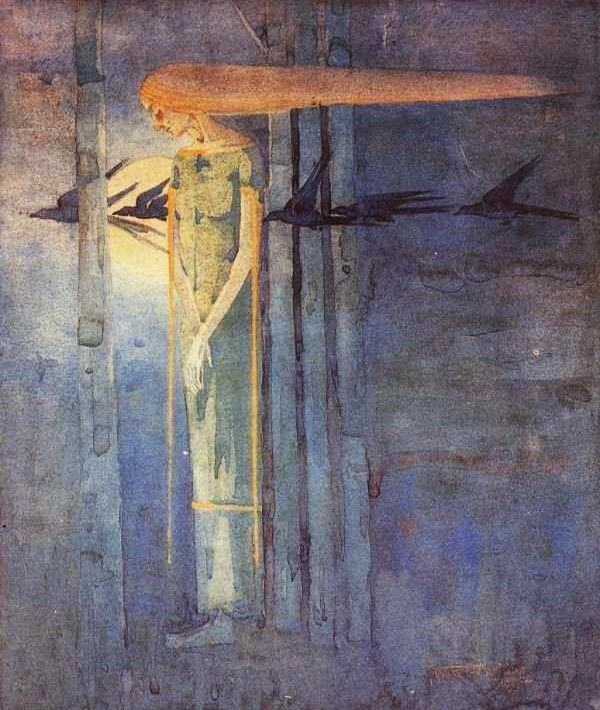
Ill Omen (1893)
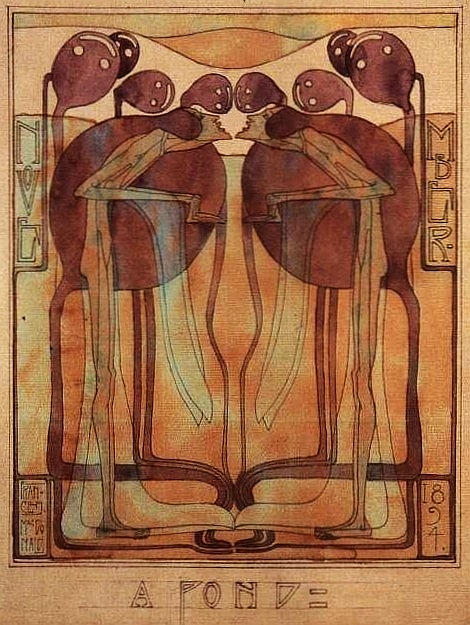
A Pond (1894)
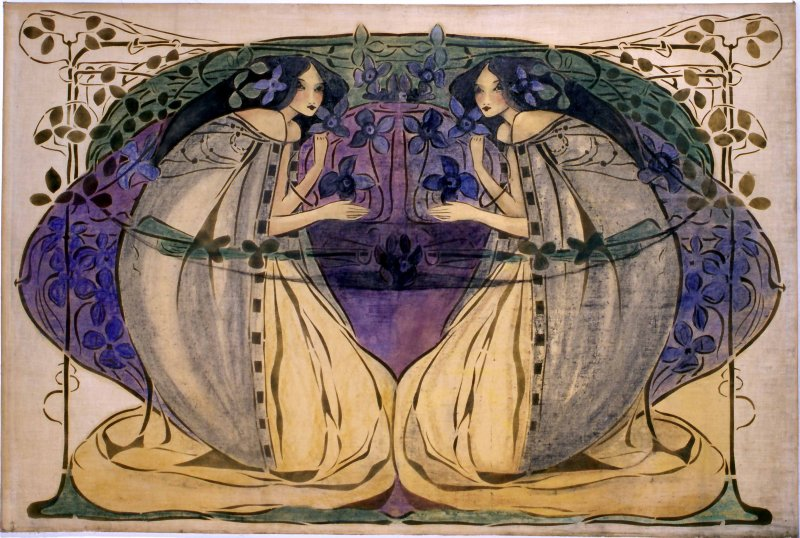
Spring (1900-1905)
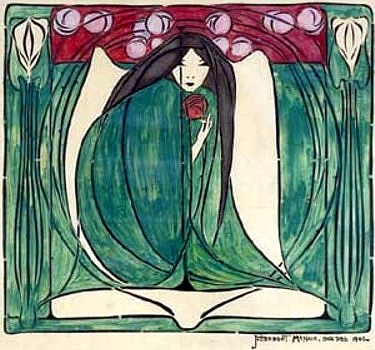
Floral Design (1901)
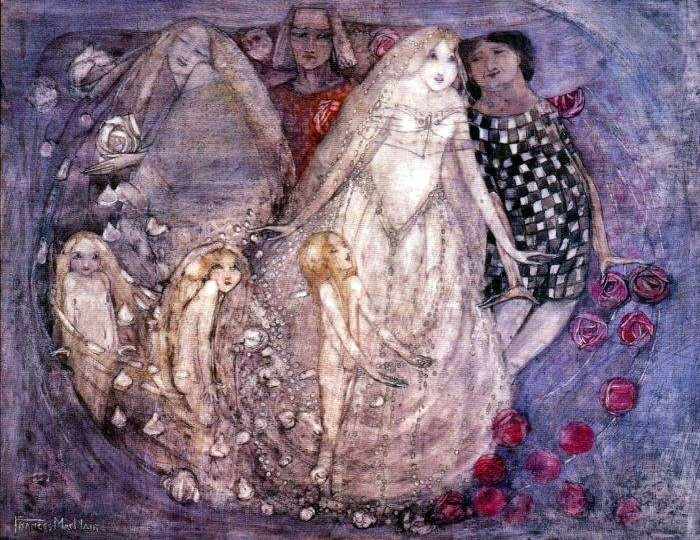
A Paradox (1905)
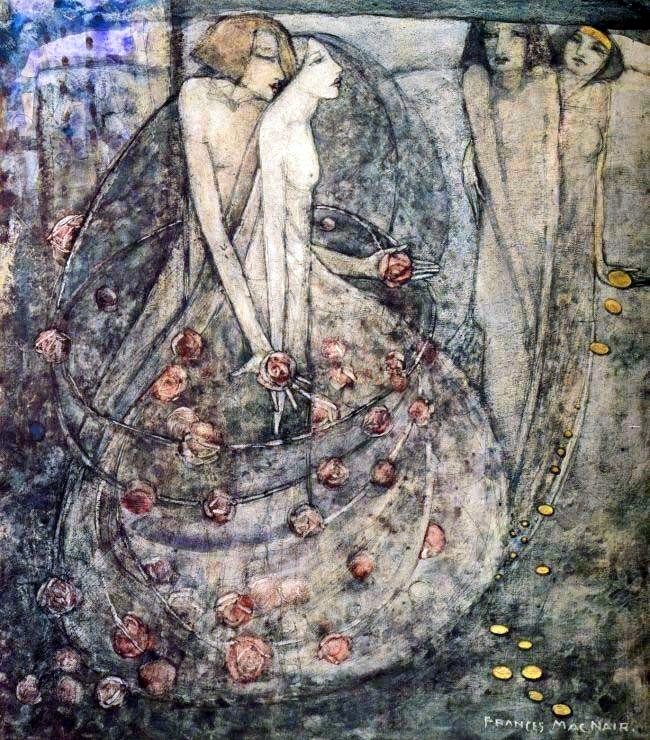
The Choice (1909)
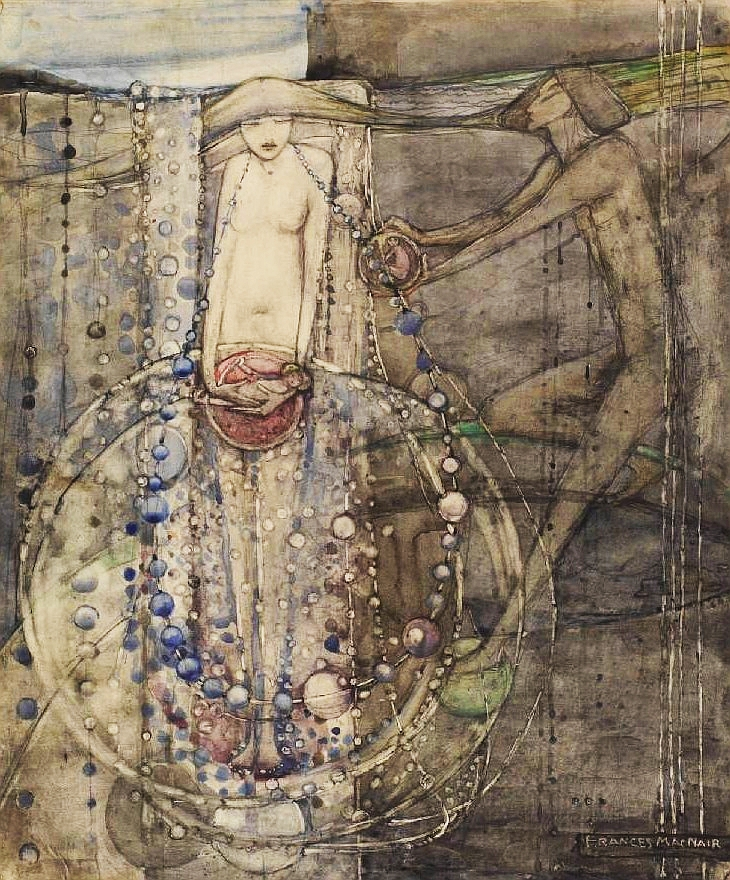
Man Makes The Beads Of Life (1912-1915)
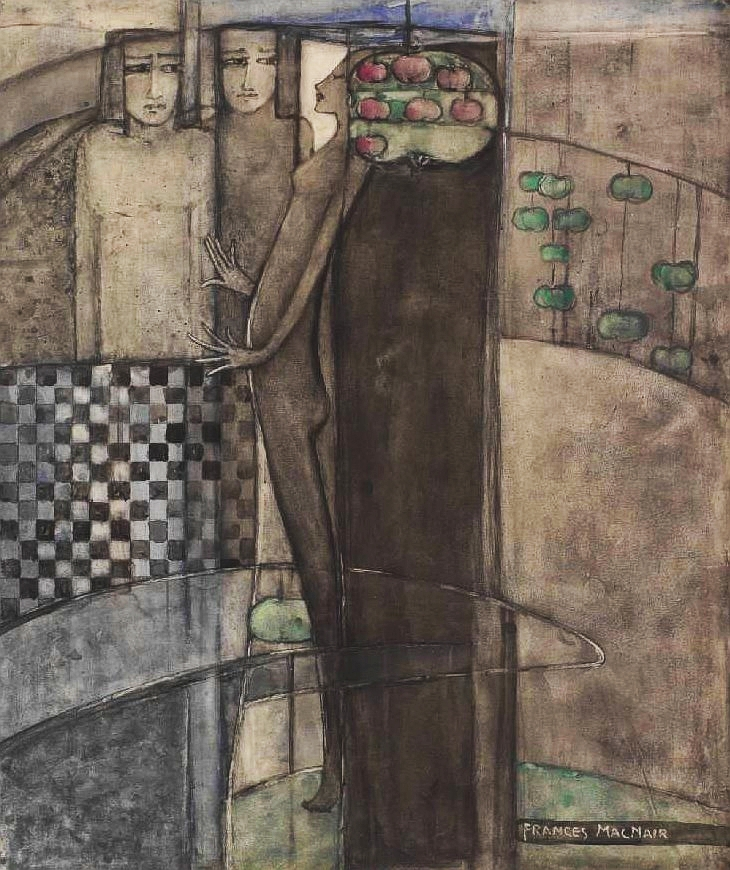
Prudence And Desire (1912-1915)
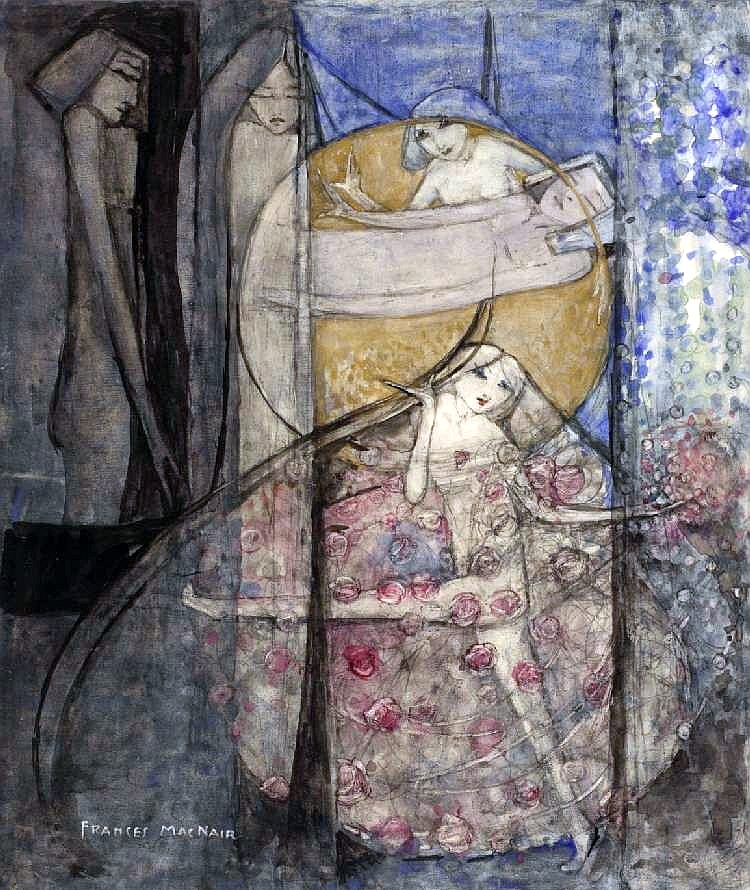
Woman Standing Behind The Sun (1912-1915)